# Wspinaczka sportowa na Plażowych Igrzyskach Azjatyckich 2014

Podczas IV Plażowych Igrzysk Azjatyckich rozegrano cztery konkurencje we wspinaczce sportowej - po dwie męskie i żeńskie. Zawody odbywały się w Phuket w dniach od 15 do 16 listopada 2014 r. 

## Medaliści

### Mężczyźni
| Konkurencja        | Złoto                                                                 | Srebro                                                                  | Brąz                                                      |
| Wspinaczka na czas | Indonezja · Aspar Jaelolo                                             | Chiny · Zhong Qixin                                                     | Kazachstan · Riszat Chajbullin                            |
| Sztafeta na czas   | Kazachstan · Aleksiej Mołczanow · Riszat Chajbullin · Amir Maimuratow | Tajlandia · Winai Ruangrit · Phanuphong Bunprakop · Thatthana Raksachat | Indonezja · Ashari Fajri · Aspar Jaelolo · Nanang Ibrahim |

### Kobiety
| Konkurencja        | Złoto                                         | Srebro                                                             | Brąz                                                                    |
| Wspinaczka na czas | Kazachstan · Tamara Ułżabajewa                | Kazachstan · Assel Marlenowa                                       | Indonezja · Tita Supita                                                 |
| Sztafeta na czas   | Chiny · He Cuilian · Pan Xuhua · Renqing Lamu | Indonezja · Santy Wellyanti · Ita Triana Purnamasari · Tita Supita | Kazachstan · Tamara Ułżabajewa · Zhazira Myrzachanowa · Assel Marlenowa |

## Klasyfikacja medalowa
* Gospodarz zawodów został zaznaczony tym kolorem.
|                   |                   |   |   |   |    |  |  |  |  |
| 1                 | Kazachstan        | 2 | 1 | 2 | 5  |  |  |  |  |
| 2                 | Indonezja         | 1 | 1 | 2 | 4  |  |  |  |  |
| 3                 | Chiny             | 1 | 1 | 0 | 2  |  |  |  |  |
| 4                 | Tajlandia         | 0 | 1 | 0 | 1  |  |  |  |  |
|                   |                   |   |   |   |    |  |  |  |  |
| Ogółem (4 państw) | Ogółem (4 państw) | 4 | 4 | 4 | 12 |  |  |  |  |